# Gwent
Gwent je hrabství na jihovýchodě Walesu ve Spojeném království. Má rozlohu 1 553 km² a v roce 2007 zde žilo 560 500 obyvatel. Největším městem hrabství je Cwmbran a jeho sousedními hrabstvími jsou South Glamorgan, Mid Glamorgan a Powys. Pojmenováno bylo podle středověkého Království Gwent. Vzniklo v roce 1974 a nachází se na území historického hrabství Monmouthshire. Po změnách administrativního rozdělení Walesu v roce 1996 patří mezi tzv. zachovaná velšská hrabství a plní pouze ceremoniální funkci.